# Audiences foraines (Elfenbeinküste)
Der französische Begriff audience foraine könnte etwa mit Wandergericht übersetzt werden. Solche sind unter anderem in Afrika im Einsatz und tagen außerhalb des Gerichts.
Bei den Audiences Foraines in der Elfenbeinküste geht es darum, mit Zeugen zivilstandes- und bürgerrechtliche Fragen zu lösen, welche ursprünglich nicht schriftlich festgehalten worden sind. Bei den 2006 durchgeführten Audiences Foraines in der Elfenbeinküste geht es aber um mehr als nur um Geburtsscheine und ordentliche Papiere. Es gilt insbesondere nachzuweisen, dass beide Eltern im Lande geboren sind, um stimm- und wahlberechtigt zu sein. Die Anhänger des amtierenden Präsidenten Laurent Gbagbo der Ivorischen Volksfront FPI behaupten, dass die Bevölkerung des rebellierenden Nordens größtenteils aus Einwanderern aus Burkina Faso und Mali bestehe. Seine Gegner aus der Opposition vertreten die Ansicht Gbagbo wolle die Registrierung neuer Wähler verhindern, um seine angebliche Minderheitsherrschaft weiter aufrechterhalten zu können.